# Sinularia sarmentosa
Sinularia sarmentosa is een zachte koraalsoort uit de familie Alcyoniidae. De koraalsoort komt uit het geslacht Sinularia. Sinularia sarmentosa werd in 2010 voor het eerst wetenschappelijk beschreven door Dautova, van Ofwegen & Savinkin. 